# Szczecin Łękno
Szczecin Łękno (niem. Bhf. Westend) – kolejowy przystanek osobowy (dawniej stacja kolejowa) w Szczecinie zlokalizowany przy ul. Pawła Jasienicy, nieopodal al. Wojska Polskiego (droga wojewódzka nr 115) – wejść na stację można było z obydwu ulic. Znajduje się w zachodniej części Łękna, na nieczynnej dla ruchu pasażerskiego linii nr 406 do st. Trzebież Szczeciński. Od listopada 2018 przystanek jest przebudowywany w związku z budową obwodnicy śródmiejskiej Szczecina, w ramach której w grudniu 2018 zburzono XIX-wieczny szachulcowy budynek dworca.

## Informacje ogólne
Przed II wojną światową nazwa stacji brzmiała Bahnhof Stettin Westend (zob. stacja na planie miasta z 1931). W 1945 roku została nazwana Szczecin Pogodno, po roku 1947 zmieniono nazwę na obecną. Przystanek Łękno jest położony w pobliżu Różanki, Lasu Arkońskiego (część Puszczy Wkrzańskiej) i parku Kasprowicza. Najbliżej zlokalizowanym przystankiem ZDiTM jest „Traugutta”.

## Węzeł Łękno w projekcie budowy Obwodnicy Śródmieścia
W ramach budowy VI odcinka Obwodnicy Śródmiejskiej – trasy od ul. Arkońskiej do al. Wojska Polskiego (biegnącej w pobliżu Różanki oraz budynków Arcybiskupiego Wyższego Seminarium Duchownego przy ul. Papieża Pawła VI i Wydziału Kształtowania Środowiska i Rolnictwa ZUT) – od listopada 2018 powstaje nowe, wielopoziomowe skrzyżowanie ulic i torów kolejowych. Konsultacje projektów przeprowadzono w 2011 roku. Węzeł komunikacyjny Łękno ma być częściowo bezkolizyjny – przewiduje się poprowadzenie jezdni obwodnicy (przedłużenie dzisiejszej ul. Traugutta) na poziomie linii kolejowej (pod wiaduktem al. Wojska Polskiego).

## Plany na przyszłość
W związku z planowanym uruchomieniem Szczecińskiej Kolei Metropolitalnej przeprowadzona ma zostać modernizacja przystanku obejmująca swoim zakresem remont peronów i ustawienie małej architektury przystankowej.